# هوفینگن
شهر هوفینگندر ایالت بادن-وورتمبرگ در کشور آلمان واقع شده‌است.